# Michael Fullilove

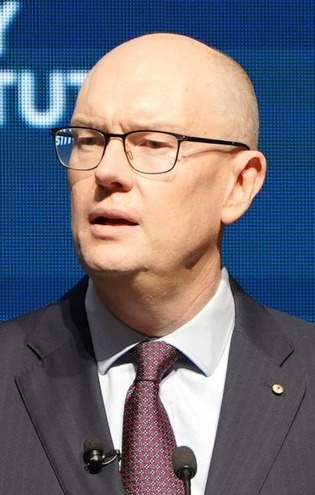
Michael Fullilove, 2024

Michael Atticus Fullilove AM (* 9. März 1972) ist ein australischer Buchautor und Journalist mit einem Schwerpunkt im Bereich der Außenpolitik.
Er ist Direktor des Lowy Institute for International Policy in Sydney und Senior Fellow Foreign Policy bei der Brookings Institution in Washington, D.C. und veröffentlicht in verschiedenen überregionalen Zeitungen und Magazinen.
Er hat einen Bachelor of Arts im Fach Internationale Beziehungen der University of Sydney und einen Bachelor of Laws an der University of New South Wales. Als Rhodesstipendiat war er an der University of Oxford, wo er den Master und eine Promotion im Bereich Philosophie erwarb.
Unter anderem war er als Berater des australischen Premiers Paul Keating tätig und veröffentlichte 2005 ein Buch über herausragende Persönlichkeiten Australiens und deren Reden.